# Болотін Юрій Львович
Болотін Юрій Львович (нар. 10 жовтня 1941, м. Нальчик, нині Кабардино-Балкарська  АР, РФ) — ⁣український фізик-теоретик, завідувач відділу теоретико-групових властивостей елементарних частинок, теорії ядра и нелінійної механіки Харківського фізико-технічного інституту (2010—2021), професор Харківського університету. Спеціаліст з теорії ядра, теорії надплинності, теорії хаосу, фізичної космології.

## Біографія
Закінчив Харківський університет (1963). 1968 року здобув ступінь кандидата фізико-математичних наук за спеціальністю «Теоретична фізика», а 1988 року — доктора фізико-математичних наук за спеціальністю «Теоретична фізика».
Працює в Харківському фізико-технічному інституті. Працював на посадах молодшого наукового співробітника, наукового співробітника, від 1974 – старшого наукового співробітника, від 1984 — провідного наукового співробітника, від 1996 – керівник відділу теорії ядра та нелінійної  динаміки . У 2010—2021 був завідувачем відділу теоретико-групових властивостей елементарних частинок, теорії ядра і нелінійної механіки.
Основними напрямами наукової діяльності Ю. Л. Болотіна є дослідження розсіювання повільних нейтронів та електромагнітних хвиль у магнітовпорядкованих кристалах, колективних властивостей ядер, стохастичної ядерної динаміки, стабілізації хаотичних коливань.

## Відзнаки
- 2012 — лауреат Премії імені Д. В. Волкова за цикл робіт «Нові підходи у фізиці частинок, ядерній динаміці і астрофізиці»[3]
- 2016 — нагорода «Найкраща книга в галузі фундаментальних наук» від Міжнародної академії астронавтики за книгу «Dark energy and dark matter in the Universe»[4]

## Публікації

### Монографії
- Болотин Ю. Л., Тур А. В., Яновский В. В. Конструктивный хаос. Харьков: Институт монокристаллов, 2005. — 420 с., ил.: 134, библиогр.: 262 назв. — Общ.ред. Б. В. Гринева. ISBN 966-02-3575-5.
- Vavilova, I.B., Bolotin, Y.L., Boyarsky, A.M., Danevich, F.A., Kobychev, V.V., Tretyak, V.I., Babyk, I.V., Iakubovskyi, D.A., Hnatyk, B.I. and Sergeev, S.G., 2015. Dark matter: Observational manifestation and experimental searches. Dark matter: Observational manifestation and experimental searches.

### Вибрані статті
- Bolotin, Y.L., Kostenko, A., Lemets, O.A. and Yerokhin, D.A., 2015. Cosmological evolution with interaction between dark energy and dark matter. International Journal of Modern Physics D, 24(03), p.1530007.
- Bolotin, Y.L., Erokhin, D.A. and Lemets, O.A., 2012. Expanding Universe: slowdown or speedup? Physics-Uspekhi, 55(9), p.876.
- Berezovoj, V.P., Bolotin, Y.L. and Cherkaskiy, V.A., 2004. Signatures of quantum chaos in wave functions structure for multi-well 2D potentials. Physics Letters A, 323(3-4), pp.218-223.
- Bolotin, Y.L., Gonchar, V.Y., Tarasov, V.N. and Chekanov, N.A., 1990. The transition «regularity-chaos-regularity» and statistical properties of wave functions. Physics Letters A, 144(8-9), pp.459-461.